# Кушляево (Ярославская область)
Кушля́ево — деревня в Назаровской сельской администрации Назаровского сельского поселения Рыбинского района Ярославской области .
Относительно крупная деревня расположена на небольном расстоянии к северу от автомобильной дороги Рыбинск-Шашково, на левом берегу Сундобы, притока Волги. Деревня расположена на спускающемся к Волге склону, в основном дома расположены по обе стороны единственной улицы параллельной автомобильной дороге и берегу Волги. Напротив деревни на левом берегу деревня Сундобы, в сторону Рыбинска по автомобильной дороге — Гаврилово. Выше по течению на том же берегу деревня Митянино. Далее по дороге в сторону Шашкова, за оврагом деревня Фалелеево. Деревни Гаврилово и Кушляево — последние деревни на Сундобе при её впадении в Волгу. Хорошая транспортная доступность, близость к Рыбинску, а также близость к Волге деляет эти деревни привлекательными как для постоянного проживания, так и для дачного отдыха .
Деревня Кушляева указана на плане Генерального межевания Рыбинского уезда 1792 года.
На 1 января 2007 года в посёлке числилось 65 постоянных жителей . Деревня обслуживается почтовым отделением в Назарово. По почтовым данным в деревне 56 домов .